# 小獐毛
小獐毛（学名：Aeluropus pungens）为禾本科獐毛属下的一个种。